# The Jimmy Stewart Show
The Jimmy Stewart Show var en amerikansk sitcom-serie som gick i en säsong, mellan 1971 och 1972. James Stewart spelade en åldrande professor som tog hand om sin familj.